# BRIT Awards

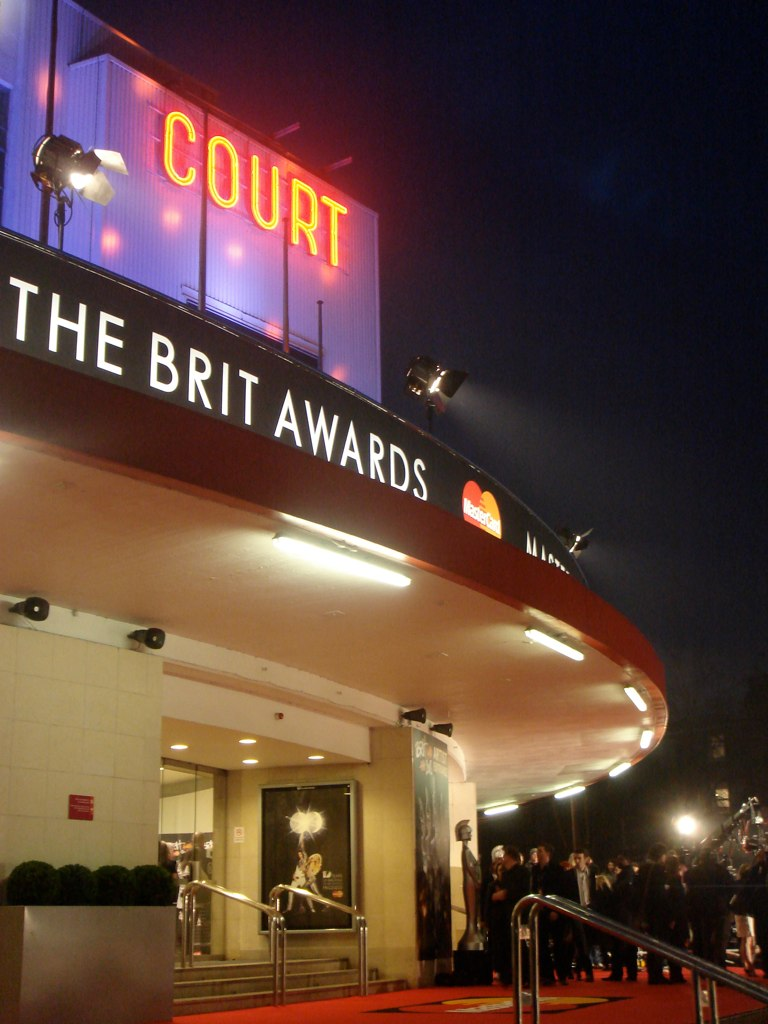
BRIT Awards, Eingang zur Verleihung 2008 in London

Die BRIT Awards sind der prestigeträchtigste Preis der britischen Popmusik und in etwa mit dem US-amerikanischen Grammy vergleichbar. Der Preis wurde 1977 als BPI Awards das erste Mal ausgeschrieben, anlässlich des silbernen Thronjubiläums von Elisabeth II. Die Buchstaben standen für British Phonographic Industry. Fünf Jahre später wurde die Veranstaltung dann zur jährlichen Einrichtung. Seit 1989 heißt die Preisverleihung schließlich „The BRIT Awards“ (BRIT ist ein Akronym für British Record Industry Trust). Die Preisträger werden unter starker Beteiligung der Plattenfirmen bestimmt, was immer wieder zu hitzigen Diskussionen über die Würdigkeit der Preisträger führt. Aus diesem Grund wurde auch 1992 als Alternative der Mercury Music Prize ins Leben gerufen.
Die Veranstaltung, bei der die Preise vergeben werden, ist oft ein Schauplatz von Skandalen und ungeplanten Überraschungen. Zum Beispiel taten sich The KLF 1992 zum Auftritt mit der Grindcore-Formation Extreme Noise Terror zusammen, schossen mit Maschinenpistolen und Platzpatronen in die Zuschauermenge und verließen nach einer zweieinhalbminütigen Grindcoreversion ihres Hits 3 A. M. Eternal und der abschließenden Durchsage „The KLF has now left the music business“ die Bühne. Die Verantwortlichen der BBC hatten gerade noch verhindern können, dass die Band Blut aus Eimern über das Publikum schüttete, dafür hinterließ die Band bei der Aftershow Party allerdings einen Schafskadaver, der einen Zettel mit der Aufschrift „I died for you. Bon appetit“ trug.
Bei der Verleihung 2010 sorgte Liam Gallagher für einen Eklat, als er seinen Bruder Noel beleidigte und seine Trophäe sowie sein Mikrophon ins Publikum warf.
Seit den BRIT Awards 1989, die von Samantha Fox und Mick Fleetwood moderiert wurden und bei denen es zahlreiche Pannen gab, wurde die Veranstaltung zunächst nicht mehr live im Fernsehen übertragen. Erst 2007 waren sie wieder live bei ITV zu sehen.
1994 wurde vom New Musical Express die Gegenveranstaltung Brat Awards ins Leben gerufen, nachdem die damals florierende Britpop-Szene bei den BRIT Awards vollständig ignoriert worden war.
Bis 2021 waren für den Hauptpreis nur Künstler mit britischem Pass zugelassen. Nach einer Kampagne zugunsten der aus Japan stammenden Sängerin Rina Sawayama wurde dies geändert. Seither muss der Künstler mindestens fünf Jahre in Großbritannien aktiv sein.

## Erfolgreichste Künstler
In der Tabelle unterhalb sind alle Künstler aufgezählt, die 4-mal oder häufiger ausgezeichnet wurden (Stand 2025):
| Britische Künstler                       | Anzahl der Preise |
| ---------------------------------------- | ----------------- |
| Robbie Williams (5 mit Take That)        | 18                |
| Adele                                    | 12                |
| Coldplay                                 | 12                |
| Harry Styles (7 mit One Direction)       | 11                |
| Annie Lennox (1 mit den Eurythmics)      | 8                 |
| Take That                                | 8                 |
| Arctic Monkeys                           | 7                 |
| One Direction                            | 7                 |
| Paul McCartney (4 mit den Beatles)       | 7                 |
| Raye                                     | 7                 |
| David Bowie (1 posthum)                  | 6                 |
| Ed Sheeran                               | 6                 |
| Oasis                                    | 6                 |
| Phil Collins                             | 6                 |
| Blur                                     | 5                 |
| Charli XCX                               | 5                 |
| Elton John                               | 5                 |
| Freddie Mercury (3 mit Queen, 2 posthum) | 5                 |
| George Michael (2 mit Wham!)             | 5                 |
| Spice Girls                              | 5                 |
| The Beatles                              | 4                 |
| Dido                                     | 4                 |
| Emeli Sandé                              | 4                 |
| Manic Street Preachers                   | 4                 |
| Paul Weller                              | 4                 |

| Internationale Künstler                            | Anzahl der Preise |
| -------------------------------------------------- | ----------------- |
| Prince                                             | 7                 |
| U2                                                 | 7                 |
| Beyoncé (1 mit Destiny’s Child, 1 mit The Carters) | 6                 |
| Michael Jackson                                    | 6                 |
| Björk                                              | 5                 |
| Foo Fighters                                       | 5                 |
| Eminem                                             | 4                 |
| Kylie Minogue                                      | 4                 |
| Beck                                               | 3                 |
| Bruno Mars                                         | 3                 |
| Justin Timberlake                                  | 3                 |
| Kanye West                                         | 3                 |
| Lady Gaga                                          | 3                 |
| R.E.M.                                             | 3                 |
| Scissor Sisters                                    | 3                 |

## Übersicht

### BPI Awards
| Nr. | Datum            | British Album of the Year                           | British Single of the Year                                      | Outstanding Contribution to Music / BRITs Icon | Moderator     | Ort                       |
| --- | ---------------- | --------------------------------------------------- | --------------------------------------------------------------- | ---------------------------------------------- | ------------- | ------------------------- |
| 1.  | 18. Oktober 1977 | Sgt. Pepper’s Lonely Hearts Club Band – The Beatles | Bohemian Rhapsody – Queen A Whiter Shade of Pale – Procol Harum | L.G. Wood The Beatles                          | Michael Aspel | Wembley Conference Centre |
| 2.  | 4. Februar 1982  | Kings of the Wild Frontier – Adam & the Ants        | Tainted Love – Soft Cell                                        | John Lennon                                    | David Jacobs  | Grosvenor House Hotel     |
| 3.  | 8. Februar 1983  | Memories – Barbra Streisand                         | Come On Eileen – Dexys Midnight Runners                         | The Beatles                                    | Tim Rice      | Grosvenor House Hotel     |
| 4.  | 21. Februar 1984 | Thriller – Michael Jackson                          | Karma Chameleon – Culture Club                                  | George Martin                                  | Tim Rice      | Grosvenor House Hotel     |
| 5.  | 11. Februar 1985 | Diamond Life – Sade                                 | Relax – Frankie Goes to Hollywood                               | The Police                                     | Noel Edmonds  | Grosvenor House Hotel     |
| 6.  | 10. Februar 1986 | No Jacket Required – Phil Collins                   | Everybody Wants to Rule the World – Tears for Fears             | Elton John Wham!                               | Noel Edmonds  | Grosvenor House Hotel     |
| 7.  | 9. Februar 1987  | Brothers in Arms – Dire Straits                     | West End Girls – Pet Shop Boys                                  | Eric Clapton                                   | Jonathan King | Grosvenor House Hotel     |
| 8.  | 8. Februar 1988  | … Nothing Like the Sun – Sting                      | Never Gonna Give You Up – Rick Astley                           | The Who                                        | Noel Edmonds  | Royal Albert Hall         |

### BRIT Awards
| Nr. | Datum            | British Album of the Year                                      | British Single of the Year                   | Outstanding Contribution to Music / BRITs Icon | Moderator                                    | Ort               |
| --- | ---------------- | -------------------------------------------------------------- | -------------------------------------------- | ---------------------------------------------- | -------------------------------------------- | ----------------- |
| 9.  | 13. Februar 1989 | The First of a Million Kisses – Fairground Attraction          | Perfect – Fairground Attraction              | Cliff Richard                                  | Samantha Fox, Mick Fleetwood                 | Royal Albert Hall |
| 10. | 18. Februar 1990 | The Raw and the Cooked – Fine Young Cannibals                  | Another Day in Paradise – Phil Collins       | Queen                                          | Cathy McGowan                                | Dominion Theatre  |
| 11. | 10. Februar 1991 | Listen Without Prejudice Vol. 1 – George Michael               | Enjoy the Silence – Depeche Mode             | Status Quo                                     | Simon Bates                                  | Dominion Theatre  |
| 12. | 12. Februar 1992 | Seal – Seal                                                    | These Are the Days of Our Lives – Queen      | Freddie Mercury                                | Simon Bates                                  | Hammersmith Odeon |
| 13. | 16. Februar 1993 | Diva – Annie Lennox                                            | Could It Be Magic – Take That                | Rod Stewart                                    | Richard O’Brien                              | Alexandra Palace  |
| 14. | 14. Februar 1994 | Connected – Stereo MC’s                                        | Pray – Take That                             | Van Morrison                                   | Elton John, RuPaul                           | Alexandra Palace  |
| 15. | 20. Februar 1995 | Parklife – Blur                                                | Parklife – Blur ft. Phil Daniels             | Elton John                                     | Chris Evans                                  | Alexandra Palace  |
| 16. | 19. Februar 1996 | (What’s the Story) Morning Glory? – Oasis                      | Back for Good – Take That                    | David Bowie                                    | Chris Evans                                  | Earls Court       |
| 17. | 24. Februar 1997 | Everything Must Go – Manic Street Preachers                    | Wannabe – Spice Girls                        | Bee Gees                                       | Ben Elton                                    | Earls Court       |
| 18. | 9. Februar 1998  | Urban Hymns – The Verve                                        | Never Ever – All Saints                      | Fleetwood Mac                                  | Ben Elton                                    | London Arena      |
| 19. | 16. Februar 1999 | This Is My Truth Tell Me Yours – Manic Street Preachers        | Angels – Robbie Williams                     | Eurythmics                                     | Johnny Vaughan                               | London Arena      |
| 20. | 3. März 2000     | The Man Who – Travis                                           | She’s the One – Robbie Williams              | Spice Girls                                    | Davina McCall                                | Earls Court Two   |
| 21. | 26. Februar 2001 | Parachutes – Coldplay                                          | Rock DJ – Robbie Williams                    | U2                                             | Ant & Dec                                    | Earls Court Two   |
| 22. | 20. Februar 2002 | No Angel – Dido                                                | Don’t Stop Movin’ – S Club 7                 | Sting                                          | Frank Skinner und Zoe Ball                   | Earls Court Two   |
| 23. | 20. Februar 2003 | A Rush of Blood to the Head – Coldplay                         | Just a Little – Liberty X                    | Tom Jones                                      | Davina McCall                                | Earls Court Two   |
| 24. | 17. Februar 2004 | Permission to Land – The Darkness                              | White Flag – Dido                            | Duran Duran                                    | Cat Deeley                                   | Earls Court Two   |
| 25. | 9. Februar 2005  | Hopes and Fears – Keane                                        | Your Game – Will Young                       | Bob Geldof                                     | Chris Evans                                  | Earls Court Two   |
| 26. | 14. Februar 2006 | X&Y – Coldplay                                                 | Speed of Sound – Coldplay                    | Paul Weller                                    | Chris Evans                                  | Earls Court       |
| 27. | 15. Februar 2007 | Whatever People Say I Am, That’s What I’m Not – Arctic Monkeys | Patience – Take That                         | Oasis                                          | Russell Brand                                | Earls Court       |
| 28. | 9. Februar 2008  | Favourite Worst Nightmare – Arctic Monkeys                     | Shine – Take That                            | Paul McCartney                                 | The Osbournes                                | Earls Court       |
| 29. | 18. Februar 2009 | Rockferry – Duffy                                              | The Promise – Girls Aloud                    | Pet Shop Boys                                  | Kylie Minogue, James Corden und Mathew Horne | Earls Court       |
| 30. | 16. Februar 2010 | Lungs – Florence + the Machine                                 | Beat Again – JLS                             | Robbie Williams                                | Peter Kay                                    | Earls Court       |
| 31. | 15. Februar 2011 | Sigh No More – Mumford & Sons                                  | Pass Out – Tinie Tempah ft. Labrinth         | –                                              | James Corden                                 | The O2 Arena      |
| 32. | 21. Februar 2012 | 21 – Adele                                                     | What Makes You Beautiful – One Direction     | Blur                                           | James Corden                                 | The O2 Arena      |
| 33. | 20. Februar 2013 | Our Version of Events – Emeli Sandé                            | Skyfall – Adele                              | –                                              | James Corden                                 | The O2 Arena      |
| 34. | 19. Februar 2014 | AM – Arctic Monkeys                                            | Waiting All Night – Rudimental ft. Ella Eyre | Elton John                                     | James Corden                                 | The O2 Arena      |
| 35. | 25. Februar 2015 | X – Ed Sheeran                                                 | Uptown Funk – Mark Ronson ft. Bruno Mars     | –                                              | Ant & Dec                                    | The O2 Arena      |
| 36. | 24. Februar 2016 | 25 – Adele                                                     | Hello – Adele                                | David Bowie                                    | Ant & Dec                                    | The O2 Arena      |
| 37. | 22. Februar 2017 | Blackstar – David Bowie                                        | Shout Out to My Ex – Little Mix              | Robbie Williams                                | Dermot O’Leary und Emma Willis               | The O2 Arena      |
| 38. | 21. Februar 2018 | Gang Signs & Prayer – Stormzy                                  | Human – Rag ’n’ Bone Man                     | –                                              | Jack Whitehall                               | The O2 Arena      |
| 39. | 20. Februar 2019 | A Brief Inquiry into Online Relationships – The 1975           | One Kiss – Calvin Harris und Dua Lipa        | P!nk                                           | Jack Whitehall                               | The O2 Arena      |
| 40. | 18. Februar 2020 | Psychodrama – Dave                                             | Someone You Loved – Lewis Capaldi            | –                                              | Jack Whitehall                               | The O2 Arena      |
| 41. | 11. Mai 2021     | Future Nostalgia – Dua Lipa                                    | Watermelon Sugar – Harry Styles              | Taylor Swift                                   | Jack Whitehall                               | The O2 Arena      |
| 42. | 8. Februar 2022  | 30 – Adele                                                     | Easy on Me – Adele                           | –                                              | Mo Gilligan                                  | The O2 Arena      |
| 43. | 11. Februar 2023 | Harry’s House – Harry Styles                                   | As It Was – Harry Styles                     | –                                              | Mo Gilligan                                  | The O2 Arena      |
| 44. | 2. März 2024     | My 21st Century Blues – Raye                                   | Escapism. – Raye feat. 070 Shake             | Kylie Minogue                                  | Clara Amfo Maya Jama Roman Kemp              | The O2 Arena      |
| 45. | 1. März 2025     | Brat – Charli XCX                                              | Guess – Charli XCX feat. Billie Eilish       | –                                              | Jack Whitehall                               | The O2 Arena      |